# NGC 7522
NGC 7522 est une étoile située dans la constellation du Verseau,. L'astronome américain Herbert Alonzo Howe a enregistré la position de celle-ci en 1886.

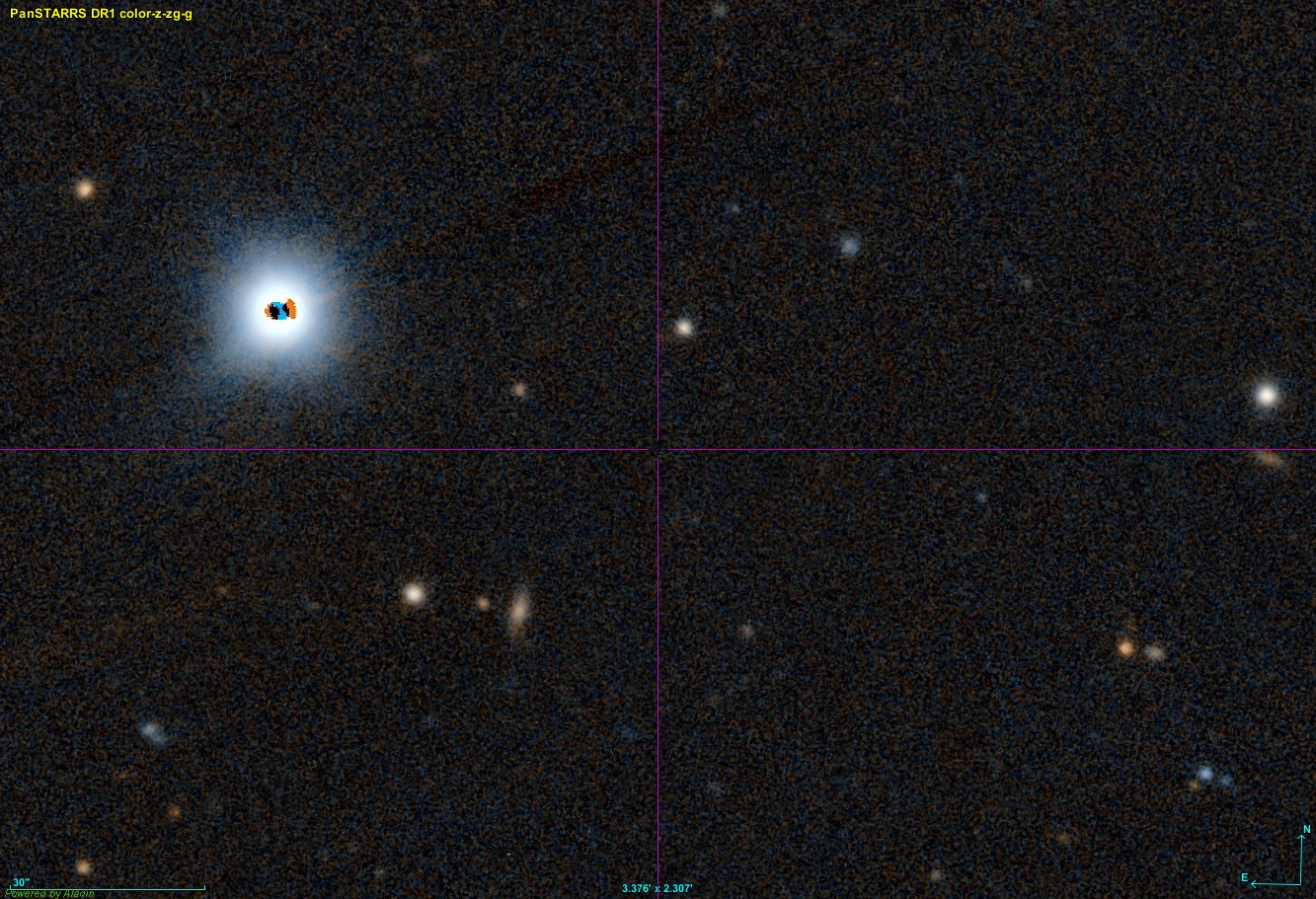
NGC 7522 selon Simbad. Il n'y a rien à ces coordonnées indiquées.

Les désignations utilisées par la base de données Simbad correspondent à celles employées pour une galaxie, détails que l'on peut aisément vérifier en utilisant ces désignations comme requête dans la base de données NASA/IPAC. Mais, il n'y a rien sur l'image du relevé DSS présentée par Simbad, ni sur celui de l'image plus nette du relevé Pan-STARRS. De plus, aucune donnée concernant cette supposée galaxie n'est disponible sur Simbad ou NASA/IPAC. Comme Simbad est la seule source qui considère NGC 7522 comme une galaxie, il s'agit sans doute d'une erreur, ce qui n'est pas rare au sein de cette base de données.